# Lamongan (volcan)
Pour les articles homonymes, voir Lamongan.
Le Lamongan est un stratovolcan d’Indonésie situé entre le massif du Tengger et l’ensemble du Yang-Argopuro. Son point culminant est le Tarub (1 651 m). Il est entouré de 27 maars, d’un diamètre allant de 150 à 700 mètres, certain contenant des lacs de cratères, et de 60 cônes de cendre ou éruptifs. Le cône actuellement actif se trouve à 650 mètres au sud-ouest du Tarub. Les lacs, dont le Ranu Pakis, le Ranu Klakah et le Ranu Bedali, se trouvent sur les flancs Est et Ouest. Les maars secs se trouvent surtout sur le flanc Nord. On ne lui connaît pas d’éruption de maar historique. Le Lamongan a été très actif de 1799, date de sa première éruption historique jusqu’à la fin du XXe siècle.

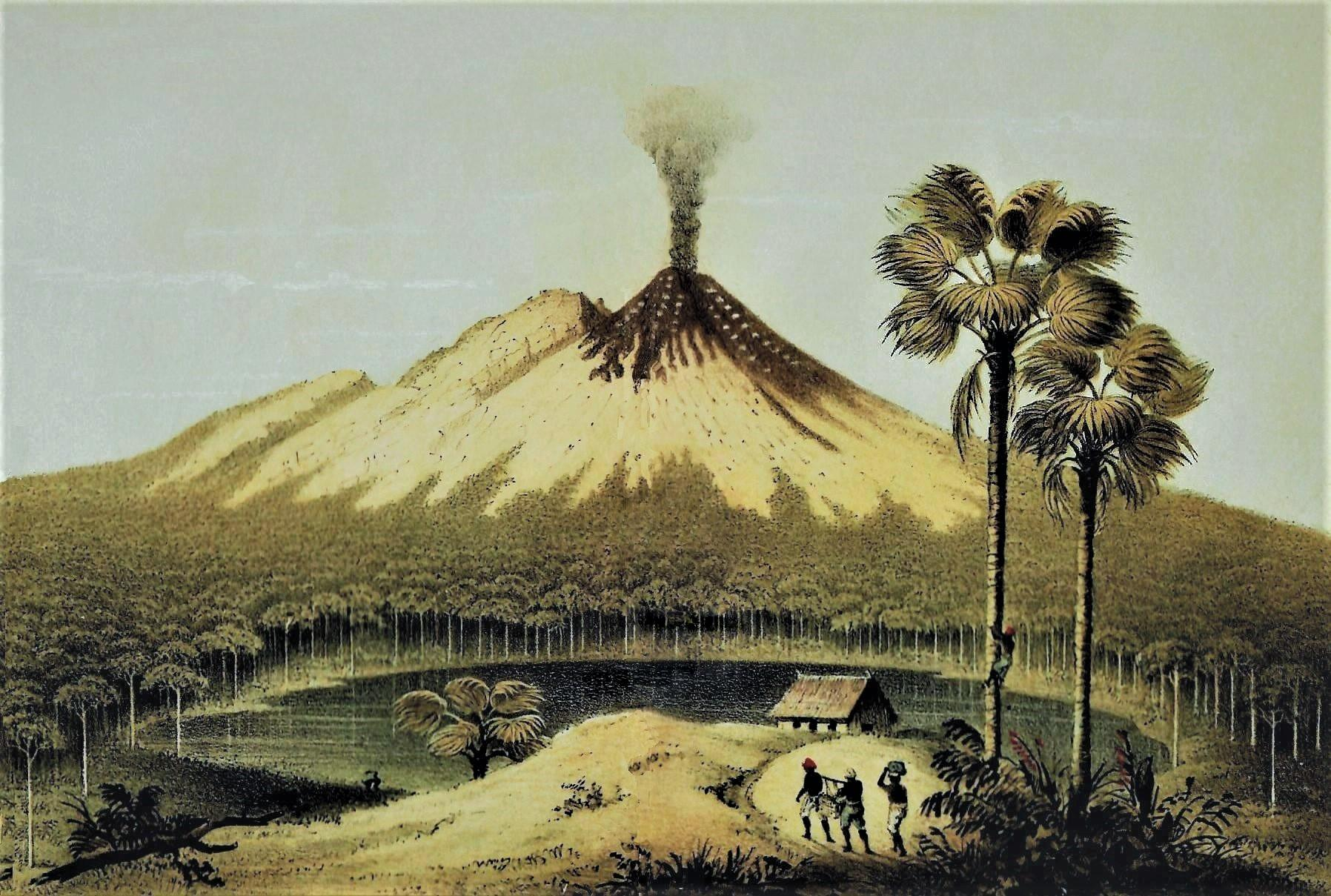
Gravure du Lamongan par Franz Wilhelm Junghuhn (1852)

## Environnement
Le maar de Klakah est la principale source pour l'irrigation des rizières du secteur, qui couvrent quelque 620 hectares. Les coupes de bois illégales de 1998 à 2002 dans les forêts protégées du Lamongan ont endommagé quelque 25 sources reliées à Klakah. Seules six sources existent encore. L'organisation environnementaliste Laskar Hijau (« la milice verte ») a lancé une campagne de protection du Lamongan et ses environs.

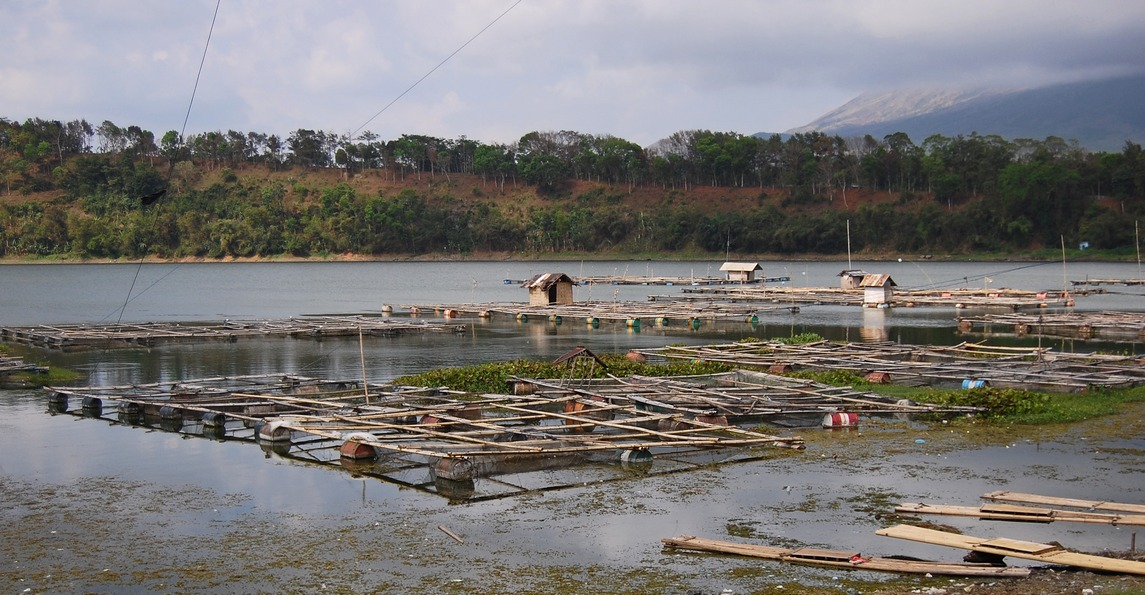
Élevage de tilapia du Nil sur le lac Pakis